# Johann Peter Hebel
Johann Peter Hebel (Basileia, 10 de Maio de 1760 – Schwetzingen, 22 de Setembro de 1826) foi um poeta, teólogo evangélico e pedagogo alemão oriundo da região do sul de Baden. Tornou-se conhecido principalmente pelos seus poemas e inúmeras histórias escritas em calendários-almanaque, os quais continham desde as fases da lua e datas da feira livre, aos usos e costumes da cultura local e ditos espirituosos (gracejos e poemas).
Hebel é considerado o mais importante poeta do dialeto alemão alemânico. 

## Origens
Johann Peter Hebel nasceu em 10 de maio de 1760 na Basileia, Suíça, onde, no verão, seus pais trabalhavam para uma família burguesa de classe alta. Passou metade da sua infância nessa cidade e outra metade no povoado de Hausen im Wiesental na Alemanha, povoado natal de sua mãe, Ursula Oertlin, no qual seu pai costumava trabalhar como tecelão durante o inverno. A forte influência tanto da vida urbana quanto rural na sua formação de caráter revela-se mais tarde em suas obras.
Seu pai, que veio de Hunsrück para o Sul de Baden, faleceu de tifo no ano de 1761, mesmo ano em que morreu também a sua irmã mais nova, com apenas algumas semanas de vida, pela mesma doença. Aos treze anos, sua mãe adoeceu gravemente e veio a óbito na presença do filho, quando ambos viajavam da Basileia para sua casa em Hausen.

## Estudos
Através do apoio financeiro de seus tutores, Hebel pôde ingressar no Gymnasium illustre de Karlsruhe, o qual concluiu em 1778. Após três anos de estudo de teologia (1778–1780) em Erlangen, iniciou um trabalho como professor domiciliar e vigário em Hertingen. Em 1783, foi nomeado vigário preceptor (professor auxiliar) na escola Pädagogium em Lörrach. Lá, tornou-se amigo do diretor Tobias Günttert, através do qual conheceu Gustave Fecht, cunhada deste. Hebel alimentou um amor platônico por ela ao longo de vários anos, trocando correspondências. Contudo, ele nunca se casou, mesmo quando, anos mais tarde, teve grande veneração pela atriz Henriette Hendel-Schütz.
Em 1791, Hebel foi nomeado subdiácono no Ginásio de Karlsruhe (Karlsruher Gymnasium), o que significou a sua despedida do sul de Baden. Além da sua atuação no ensino, também pregava oportunamente na corte. Sua pregação agradava aos ouvintes, fazendo com que sua popularidade aumentasse. Em 1798, foi nomeado professor extraordinário e diácono da corte.
Hebel permaneceu até o fim de sua vida em Karlsruhe, fora algumas viagens ocasionais para outras partes do país. Seu desejo de servir como pastor em uma pequena paróquia da comunidade nunca se concretizou. Contudo, em 1808, tornou-se diretor do Ginásio local e, em 1819, prelado da Igreja Luterana regional. Através disso, tornou-se membro da Primeira Câmara dos Deputados de Baden (Badischer Landtag).

## Morte e homenagem póstuma
Johann Peter Hebel faleceu no dia 22 de setembro de 1826 em Schwetzinger, durante uma de suas viagens de trabalho. Ali encontra-se sua sepultura.
Em sua honra, o Prêmio Johann Peter Hebel é concedido pelo estado de Baden-Württemberg aos escritores, tradutores, ensaístas, produtores de mídia ou pesquisadores que lançam obras ligadas a Hebel ou à região do dialeto alemânico.

## Carreira artística

### Primórdios
O trabalho literário de Hebel iniciou-se precisamente, depois de algumas tentativas anteriores, no final do século XVIII.
Em 1799, ele visitou sua terra natal, Wiesental. Após o seu retorno a Karlsruhe, passou os dois anos seguintes escrevendo os Poemas Alemânicos, inspirados pela saudade da sua terra natal. Os 32 poemas de natureza campestre e costumes, direcionados a seus amigos, foram escritos no dialeto de Wiesental.
Na Basileia, Hebel não encontrou nenhuma editora que ousasse publicar seu livro no dialeto alemânico, e somente em 1803 é que apareceu o primeiro volume por meio de Philip Macklot, em Karlsruhe. Isso só foi possível devido às encomendas antecipadas que garantiram a venda do volume. O interessante é que a primeira edição dos poemas foi publicada deixando seu autor anônimo. Provavelmente, Hebel temia ser visto como um homem simples, rústico e sem boa formação, já que em seus poemas ele apresenta a forma de vida, a paisagem e o dialeto da sua cidade natal. Escreveu textos sobre o rio Wiese, a sua preferência pela região de Breisgaus e até a respeito das minas de ferro em Hausen.
Talvez a sua poesia alemânica mais conhecida seja Die Vergänglichkeit (“A Transitoriedade”). Nesta, o avô (Ätti) explica ao menino sobre a morte e o perecer, citando como exemplo as ruínas do castelo de Rötteln, a própria cidade de Basileia com todo o seu esplendor e até mesmo o mundo inteiro, que algum dia irão perecer. Nela, Hebel empregou algumas de suas experiências em relação à morte da própria mãe, pois o dialogo entre o avô e o menino ocorreu entre Steinen e Brombach, no mesmo local e circunstâncias nas quais ele perdeu sua mãe.
Os poemas alemânicos foram de tamanho sucesso que um ano depois surgiu uma nova edição, mas, dessa vez, com o nome do autor. Nas décadas seguintes surgiram novas edições em Aarau, Viena e Reutlingen.

### Histórias de almanaque
Sua segunda obra mais conhecida foi “Histórias de almanaque” (Kalendergeschichten), publicada pela primeira vez em 1807, tendo como uma de suas inovações o conto Der rheinländische Hausfreund ("O amigo da casa renana”), aumentando assim o teor narrativo com que eram publicadas notícias instrutivas e histórias divertidas. Hebel mesmo editava em torno de trinta dessas histórias por ano e, por isso mesmo, era em grande parte responsável pelo seu sucesso. 
Em 1811, surgiu a Schatzkästlein des rheinischen Hausfreundes (“Caixinha de tesouros”), uma antologia das melhores histórias do almanaque Hausfreund. Outras edições surgiram nos anos de 1816 e 1827 e seu conteúdo continha novidades, pequenas histórias, anedotas, variação de contos, etc. Serviam como entretenimento e seu fundo moral permitia ao leitor extrair uma “lição de vida”. As histórias de almanaque mais conhecidas são Unverhofftes Wiedersehen (“Reencontro inesperado”) e Kannitverstan (“Não entendo”).
Em 1815, a história intitulada Der fromme Rat (“O conselho santo”) foi motivo de briga, pois foi vista como ofensa à Igreja Católica, tendo sido por isso retirada do almanaque. Em consequência disso, Hebel abandonou a redação do almanaque, reassumindo em 1819 somente para mais uma edição.

### Histórias bíblicas
Depois das Kalendergeschichten (“Histórias de Almanaque”), ele se empenhou no projeto para novos livros bíblicos voltados às aulas de religião das escolas. Para isso, montou vários critérios, como frases com estrutura clara e simples e conteúdo com narrativas interessantes, considerando a idade dos adolescentes (entre 10 e 14 anos). Em 1824, após 5 anos de árduo trabalho, surgiu o novo livro chamado Die biblischen Geschichten (“Histórias Bíblicas”), que foi usado até 1855 como livro didático nas escolas de várias regiões de língua alemã.

## Obras
- Alemannische Gedichte: Für Freunde ländlicher Natur und Sitten. (“Poesias alemânicas: aos amigos da natureza e dos costumes campestres.”)
- Der Rheinländische Hausfreund: Kalendergeschichten über mehrere Jahrgänge veröffentlicht. (“O amigo do lar renano: histórias de almanaque editadas por vários anos seguidos.”)
- Schatzkästlein des rheinischen Hausfreundes. (“Caixinha de tesouros do amigo do lar renano” — antologia das Histórias de Almanaque com pouca omissão e mudança.)
- Biblische Geschichten; für die Jugend bearbeitet. (“Histórias bíblicas, adaptadas aos jovens.”)
- Poetische Werke; nach den Ausgaben letzter Hand und der Gesamtausgabe von 1834 unter Hinzuziehung der früheren Fassungen. (“Obras poéticas, segundo as edições de última mão e edição completa de 1834 e junção de antigos textos.”)